# Agrotis aureolum
Agrotis aureolum là một loài bướm đêm trong họ Noctuidae.